# Canyonlands nationalpark

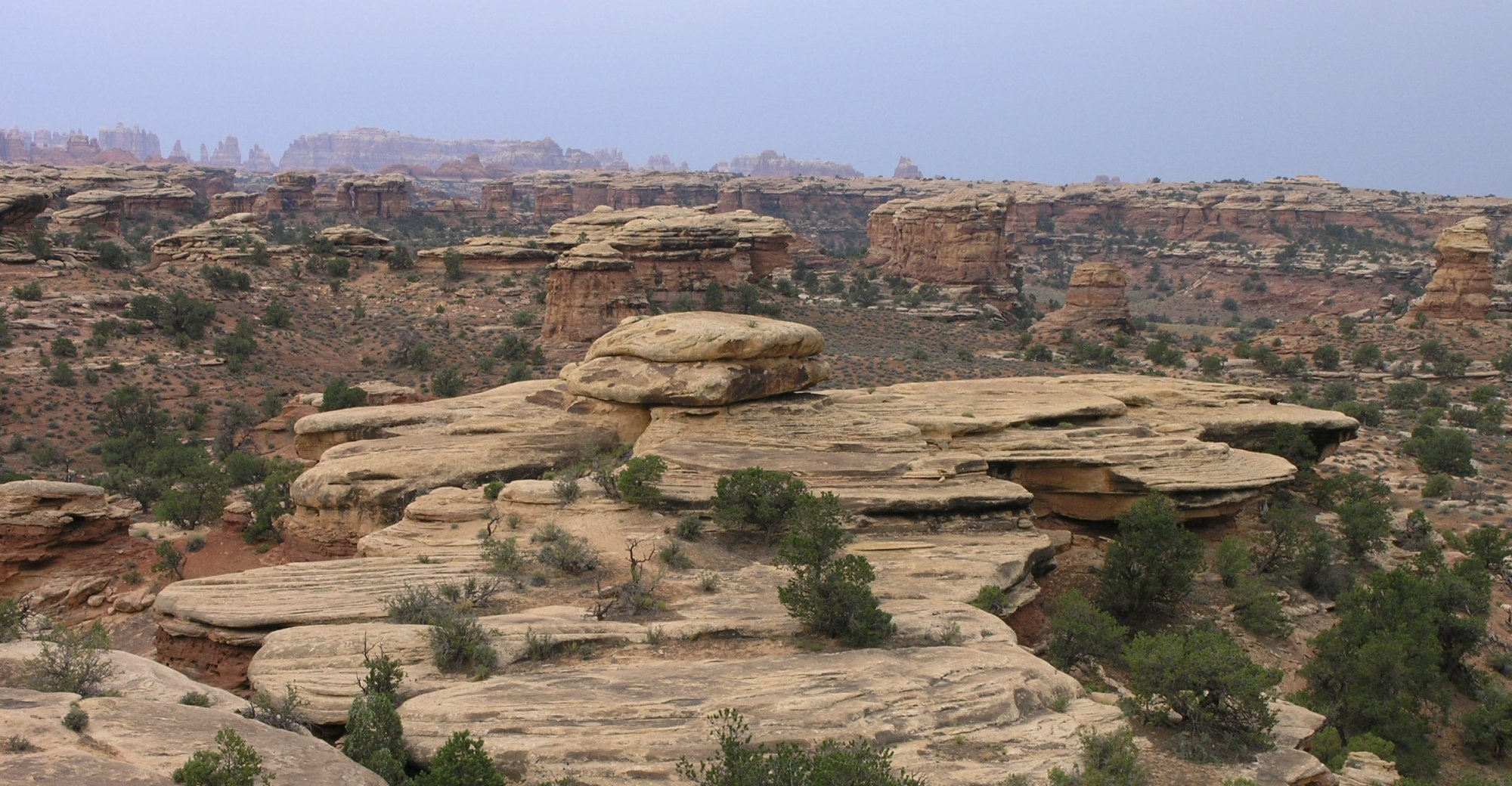
Needles, "Nålarna"

Canyonlands nationalpark ligger i delstaten Utah i USA. Green River och Coloradofloden möts här och har tillsammans gett upphov till säregna kanjoner och landskap.
Man kan åka in till parken från norr och ifrån söder, men det finns inga vägar däremellan. I den norra delen kan man se själva mötespunkten mellan de två floderna och området kallas Island in the Sky. I södra delen finns området Needles, Nålarna.

## I film
- Det som påstås vara Grand Canyon i filmen Thelma & Louise är i själva verket Canyonlands.